# Haggs
Haggs est un village situé dans le Falkirk, en Écosse.